# Айюб
Айю́б (араб. أَيُّوب‎) — согласно исламу, пророк (наби), посланный к народу Бану Исраил. Отождествляется с библейским Иовом. Его история упоминается в Коране в назидание неверующим среди примеров того, что Аллах в конце концов помогает тем, кто предан Ему и полагается на Него.

## История
Его мать была дочерью пророка Лута. Саид-афанди Чиркейский в «Истории пророков» сообщает, что Айюб был женат на внучке Юсуфа. Айюб был послан к народам, проживавшим вблизи Дамаска. Был очень состоятельным и уважаемым человеком, помогал всем нуждающимся. Он отличался добродетельным характером, праведностью и искренней верой в Аллаха. Однако известность он получил вследствие своей безграничной стойкости и терпения.
У него была большая семья и много жён. Однажды Аллах решил испытать Айюба, лишив его за короткое время всех своих богатств. Когда Иблис, который вошёл в обличие пастуха, сообщил об этом пророку, Айюб ответил ему, что все его богатства принадлежат Аллаху, который может это все отобрать у него, так как на всё воля Аллаха.
Во время следующего тяжелого испытания после сильного землетрясения погибли все его дети. Когда Иблис в обличие детского учителя принёс ему известие об этом, Айюб ответил, его дети были даны ему Аллахом, который в любой момент может их отнять у него.
Затем Аллах послал Айюбу тяжелое заболевание, из-за которого тот уже не мог двигаться. Его покинули все его родственники, за исключением жены, которая терпеливо ухаживала за тяжелобольным мужем. На этот раз Айюб восславил Аллаха и покорился его воле. После того, как Иблис распространил в городе слухи о том, что гнойные язвы Айюба может перейти и на других жителей города, горожане прогнали Айюба с его женой из города. Супруги обосновались в одном из его пригородов. За 18 лет, которые продолжалась болезнь, Айюб ни разу не пожаловался на свою судьбу. Попытки шайтана уговорить жену Айюба покинуть его закончились неудачей.
В один из дней, когда болезнь Пророка ещё более обострилась, он обратился с мольбой к Аллаху: «Воистину, меня постигла напасть, а ведь Ты — милостивейший из милостивых». Аллах принял его мольбу и послал к нему ангела Джибриля с вестью о том, что Аллах щедро вознаградит его за терпение и стойкость перед всеми несчастьями. По приказу Джибриля, Айюб топнул ногой, и в том месте забил источник, который утолил его жажду и залечил раны. Аллах возвратил Айюбу его здоровье, богатство, детей.
Неясный коранический приказ: «И возьми рукой своей пучок, и ударь им, и не греши!» — толкуется как приказ выполнить обещание наказать собственную жену, усомнившеюся однажды в том, что Аллах поможет Айюбу. Согласно Ибн Касиру, предыстория такова: как-то раз Айюб разгневался на свою жену и поклялся, что если Аллах исцелит его, то он нанесёт ей сто ударов плетью. И когда он оправился от болезни, не смог выполнить свою клятву, ведь все эти годы она ухаживала за ним, была милосердна к нему, сострадательна и добра. Тогда Аллах велел ему взять пучок из ста веток и слегка ударить им её один раз. Таким образом, клятва не была нарушена.
Аллах даровал ему способность совершать некоторые чудеса.
Айюб прожил 254 года. Саид-афанди Чиркейский в «Истории пророков» сообщает, что Айюб прожил около 100 лет.
С именем Айюба связывают ряд топонимов в Сирии, Палестине, Египте и Средней Азии. Молитвы Айюба используются мусульманами как обереги от болезней.